# Apagesoma edentatum
Apagesoma edentatum är en fiskart som beskrevs av Carter, 1983. Apagesoma edentatum ingår i släktet Apagesoma och familjen Ophidiidae. Inga underarter finns listade i Catalogue of Life.